# Koiloskiosaurus coburgiensis
Koiloskiosaurus coburgiensis è un rettile estinto, appartenente ai procolofonidi. Visse nel Triassico inferiore (circa 247 - 245 milioni di anni fa) e i suoi resti fossili sono stati ritrovati in Germania.

## Descrizione
Questo animale possedeva un corpo compatto e robusto, e poteva sfiorare il metro di lunghezza. Koiloskiosaurus era dotato di un cranio relativamente corto, vagamente triangolare e dal muso appuntito se visto dall'alto. La parte posteriore del cranio era dotata di protuberanze simili a spine smussate, probabilmente con funzione difensiva. Questa caratteristica si sarebbe accentuata in forme successive come Leptopleuron e Hypsognathus. La fossa orbito-temporale era molto allungata.

## Classificazione
Koiloskiosaurus coburgiensis venne descritto per la prima volta nel 1911 da Friedrich von Huene, sulla base di tre esemplari conservatisi l'uno vicino all'altro, in connessione anatomica. Questi fossili provengono dal Buntsandstein della Baviera (Germania), nei pressi di Coburg. Koiloskiosaurus è un membro dei procolofonidi, un gruppo di rettili anapsidi tipici del Triassico; in particolare, sembra che Koiloskiosaurus fosse in una posizione piuttosto derivata, forse ancestrale ai successivi Hypsognathus e Leptopleuron.

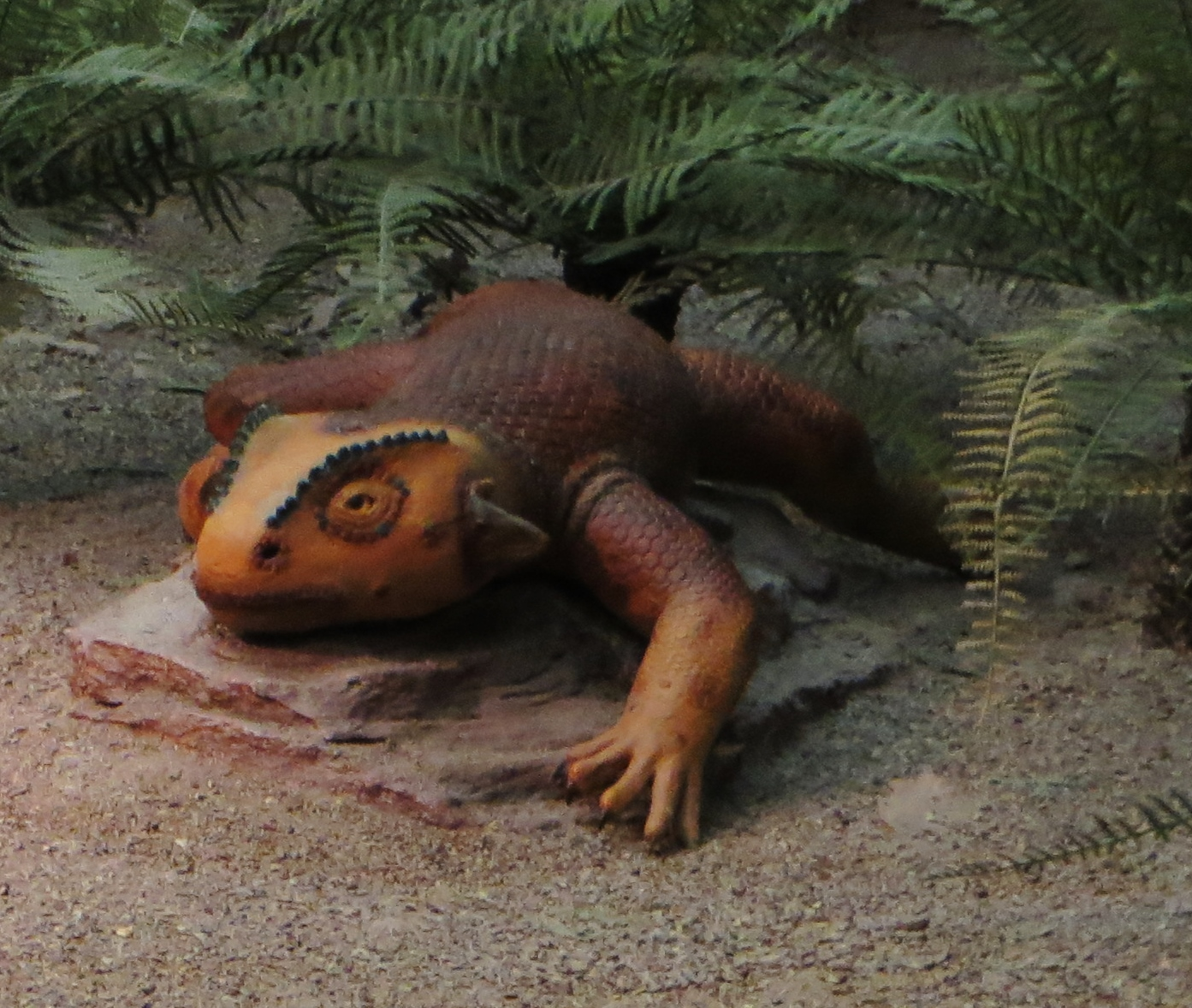
Modello museale di Koiloskiosaurus coburgiensis

## Paleobiologia
I fossili di Koiloskiosaurus si sono conservati insieme in un unico blocco di roccia. Poiché gli scheletri sono orientati tutti in una stessa direzione, è possibile che gli individui siano morti insieme in una tana (Botha-Brink e Modesto, 2007). Caratteristiche degli scheletri di Koiloskiosaurus e di altri procolofoni, come le zampe robuste e solide e le ossa del cranio fisse, suggerirebbero che questi animali fossero a tutti gli effetti scavatori (MacDougall, 2012).